# Ronde van Murcia 2017
De 37e editie van de Ronde van Murcia werd verreden op 11 februari 2017. De start was in San Javier en de finish lag in Murcia. De wedstrijd maakte deel uit van de UCI Europe Tour 2017, in de categorie 1.1. De wedstrijd werd voor de vijfde keer gewonnen door de Spanjaard Alejandro Valverde.

## Deelnemende ploegen
| WorldTour              | ProContinentaal             | Continentaal                  | Nationaal |
| ---------------------- | --------------------------- | ----------------------------- | --------- |
| Movistar               | Caja Rural-Seguros RGA      | Burgos BH                     | Spanje    |
| Team Katjoesja Alpecin | Roompot-Nederlandse Loterij | Euskadi Basque Country-Murias |           |
| Lotto Soudal           | CCC Sprandi Polkowice       | Dare Viator                   |           |
| Team BORA-Hansgrohe    | Cofidis                     | Team UKYO                     |           |
| ORICA-Scott            | Direct Énergie              | Rally Cycling                 |           |
| Bahrain-Merida         | Wanty-Groupe Gobert         |                               |           |
|                        | Gazprom-RusVelo             |                               |           |
|                        | Sport Vlaanderen-Baloise    |                               |           |

## Uitslag
| Ronde van Murcia 2017 |                         |                               |          |
| Plaats                | Naam                    | Ploeg                         | Tijd     |
| Winnaar               | Alejandro Valverde      | Movistar                      | 4u03'08" |
| 2                     | Jhonatan Restrepo       | Team Katjoesja Alpecin        | + 2'10"  |
| 3                     | Patrick Konrad          | BORA-hansgrohe                | z.t.     |
| 4                     | Jürgen Roelandts        | Lotto Soudal                  | z.t.     |
| 5                     | Baptiste Planckaert     | Team Katjoesja Alpecin        | z.t.     |
| 6                     | Jon Izagirre            | Bahrain-Merida                | z.t.     |
| 7                     | Christopher Juul-Jensen | Orica-Scott                   | z.t.     |
| 8                     | Tiesj Benoot            | Lotto Soudal                  | z.t.     |
| 9                     | Pieter Weening          | Roompot-Nederlandse Loterij   | z.t.     |
| 10                    | Emanuel Buchmann        | BORA-hansgrohe                | z.t.     |
| 11                    | Felix Großschartner     | CCC Sprandi Polkowice         | z.t.     |
| 12                    | Romain Sicard           | Direct Énergie                | z.t.     |
| 13                    | Marc Soler              | Movistar Team                 | z.t.     |
| 14                    | Garikoitz Bravo         | Euskadi Basque Country-Murias | z.t.     |
| 15                    | Javier Moreno           | Bahrain-Merida                | z.t.     |
| 16                    | David Belda             | Burgos BH                     | z.t.     |
| 17                    | Héctor Sáez             | Caja Rural-Seguros RGA        | z.t.     |
| 18                    | Daniel Navarro          | Cofidis                       | z.t.     |
| 19                    | Gorka Izagirre          | Movistar Team                 | z.t.     |
| 20                    | Rubén Fernández         | Movistar Team                 | z.t.     |

1981 · 1982 · 1983 · 1984 · 1985 · 1986 · 1987 · 1988 · 1989 · 1990 · 1991 · 1992 · 1993 · 1994 · 1995 · 1996 · 1997 · 1998 · 1999 · 2000 · 2001 · 2002 · 2003 · 2004 · 2005 · 2006 · 2007 · 2008 · 2009 · 2010 · 2011 · 2012 · 2013 · 2014 · 2015 · 2016 · 2017 · 2018 · 2019 · 2020 · 2021 · 2022 · 2023 · 2023 · 2024 · 2025